# Melodisc Records (US-amerikanisches Label)
Melodisc Records war ein amerikanisches Plattenlabel der 1940er-Jahre.
Die unabhängige Label Melodisc wurde 1945 in Los Angeles von Daniel F. O’Brien gegründet. Geschäftssitz war 6625 Sunset Boulevard in Hollywood. Er veröffentlichte Musik, die in den Clubs der Central Avenue Mitte der 1940er-Jahre entstand. O’Brien veröffentlichte insgesamt 31 78er, die ab Mitte 1945 und Herbst 1946 erschienen sind, zumeist Rhythm & Blues und Jazz. Des Weiteren erschienen auf dem Label Musiker von Marion Abernathy, Slim Gaillard, King Perry, Howard McGhee, Jack McVea, Karl George, Joe Thomas sowie der Vokalensembles The Mello-Larks, George Crawford & The Four Blazes und The Counts and The Countess.
Das Label gehörte mit Bronze von Leroy Hurte, dem Modern-Label von Joe, Jules und Saul Bihari, sowie Philo Records von Ed und Leo Mesner zu den unabhängigen Label, die in den frühen 40er-Jahren an der Westküste der USA entstanden sind.

## Diskographische Hinweise
- Melodisc Records of Hollywood 1945-46 (Acrobat)